# Yacine Chalel
Yacine Mikhail Chalel (* 17. November 1995 in Paris) ist ein französisch-algerischer Radsportler.

## Sportliche Laufbahn
Yacine Chalel ist algerischer Abstammung und wurde in Paris geboren; er besitzt beide Staatsbürgerschaften. Seit 2015 startet er für den algerischen Radsportverband. Er trainiert im Vélodrome National bei Paris.
2016 errang Chalel bei den Afrikameisterschaften jeweils die Silbermedaille im Keirin und im Punktefahren. 2018 wurde er Afrikameister im Scratch und qualifizierte sich damit für die Bahnweltmeisterschaften in Apeldoorn. Dort startete er im Scratch, konnte das Rennen aber nicht beenden. Bei den afrikanischen Bahnmeisterschaften 2019 gewann er jeweils Bronze in Scratch, Punktefahren und Omnium. Bei den Afrikameisterschaften 2020 errang er drei Medaillen: Silber im Punktefahren und jeweils Bronze im Scratch und im Omnium.
Das Ziel von Chalel ist es, sich für das Omnium bei den Olympischen Spielen in Tokio zu qualifizieren. Bei den Afrikameisterschaften 2021 errang er jeweils die Silbermedaille im Scratch, im Punktefahren, im Zweier-Mannschaftsfahren (mit Lotfi Tchambaz) und in der Mannschaftsverfolgung (mit Lotfi Tchambaz, Yousef Reguigui und Yacine Hamza).

## Diverses
Im März 2022 heiratete Yacine Chalel die ägyptische Radsportlerin Ebtisam Zayed.

## Erfolge
2016
- Afrikameisterschaft – Keirin, Punktefahren

2018
- Afrikameister – Scratch

2019
- Afrikameisterschaft – Scratch, Punktefahren, Omnium

2020
- Afrikameisterschaft – Punktefahren
- Afrikameisterschaft – Scratch, Omnium

2021
- Afrikameisterschaft – Scratch, Zweier-Mannschaftsfahren (mit Lotfi Tchambaz), Mannschaftsverfolgung (mit Lotfi Tchambaz, Youcef Reguigui und Yacine Hamza)
- Afrikameisterschaft – Punktefahren

2022
- Afrikameister – Punktefahren, Zweier-Mannschaftsfahren (mit Lotfi Tchambaz), Mannschaftsverfolgung (mit Lotfi Tchambaz, Elkhacib Sassane und Hamza Megnouche)
- Afrikameisterschaft – Omnium

2023
- Afrikameister – Ausscheidungsfahren
- Afrikameisterschaft – Mannschaftsverfolgung (mit Lotfi Tchambaz, Mohamed-Nadjib Assal und Hamza Megnouche)

2024
- Afrikameister – Ausscheidungsfahren, Mannschaftsverfolgung (mit Lotfi Tchambaz, El Khacib Sassane und Salah Eddine Ayoubi Cherki)

2025
- Afrikameisterschaft – Mannschaftsverfolgung (mit Salah Cherki, Oussama Mimouni und Lotfi Tchambaz), Punktefahren